# كوكا (لاعب كرة قدم)
كوكا (بالبرتغالية: Cuca) هو مدرب كرة قدم ولاعب كرة قدم برازيلي في مركز الهجوم، ولد في 7 يونيو 1963 في كوريتيبا في البرازيل. شارك مع منتخب البرازيل لكرة القدم. أما مع النوادي، فقد لعب مع جمعية بورتوغيزا الرياضية وريال بلد الوليد وغريميو بورتو أليغرينزي ونادي إنترناسيونال ونادي بالميراس ونادي جوفنتودي ونادي سانتوس ونادي شابيكوينسي ونادي كوريتيبا.

## وصلات خارجية
- الموقع الرسمي
- كوكا (لاعب كرة قدم) على موقع قاعدة بيانات كرة القدم.إي يو (الإنجليزية)
- كوكا (لاعب كرة قدم) على موقع ناشيونال فوتبول تيمز (الإنجليزية)
- كوكا (لاعب كرة قدم) على موقع Soccerway.com (الإنجليزية)